# Encefalopatia espongiforme bovina
L'encefalopatia espongiforme bovina (EEB), popularment coneguda com a malaltia de les vaques boges, és una malaltia que afecta a la ramaderia, concretament vaques i bous, que pertanyen al bestiar boví.
La malaltia és causada per uns agents infecciosos coneguts com a prions, unes proteïnes mal plegades amb capacitat de transmetre la seva conformació alterada a altres proteïnes en la seva forma nativa. Les proteïnes alterades s'acumulen en diferents òrgans com ara els ulls, les amígdales, els budells, però principalment en el cervell, on causa una malaltia neurodegenerativa. En el cas que els òrgans afectats siguin consumits pels humans, aquests es poden infectar i patir la malaltia de Creutzfeldt-Jakob, que és la malaltia priònica equivalent que afecta a l'espècie humana.

## Història

### Orígens i esments històrics
La malaltia de les vaques boges era una malaltia que ja es coneixia antigament, llavors anomenada malleus en llatí, que apareixia de manera esporàdica. L'escriptor de l'antiga Roma Publius Flavius Vegetius Renatus ja n'havia descrit casos el segle iv.
Cap al 1395, el Llibre del mostassaf de Mallorca indicava 62 normes per als carnissers que venguessin carn. Als animals bovins de més de tres anys els havien d'extirpar la medul·la. L'any 1986 la malaltia es va detectar per primera vegada en el bestiar boví del sud d'Anglaterra. Els casos van anar augmentant de manera que eal 1988 ja s'havien reportat al voltant de mil casos a la Gran Bretanya.
Tot i que no es coneix amb certesa l'origen de la malaltia, hi ha una hipòtesi que cada cop té més ressò. Aquesta diu que l'encefalopatia espongiforme bovina va ser conseqüència de la ingestió de pinsos elaborats a partir de restes d'ovelles que estaven afectades d'una malaltia coneguda com scrapie.
Scrapie també consisteix en una encefalopatia espongiforme, però que, en comptes d'afectar vaques i bous, afecta ovelles i cabres. Va ser detectada al segle xviii a Gran Bretanya ja que va provocar una gran mortalitat en la ramaderia, fet que va captar l'atenció dels ramaders. Tal va ser l'impacte que des de 1993 es va proclamar una malaltia de declaració obligatòria; és a dir, en cas que es detecti, s'està legalment obligat a reportar-ho a les autoritats de la salut pública.
De la mateixa manera, la ingesta de pinsos afectats per scrapie també va ser l'origen de l'entrada de la malaltia en l'espècie humana. És a dir, a través de la cadena alimentària aquests prions es van anar transferint fins als humans, a través de la consumició de carn bovina infectada. Com a resultat va acabar donant lloc a una nova variant de la malaltia coneguda com Creutzfeld-Jakob, la qual afecta els humans.

### Descobriment científic
Al principi no se sabia ben bé quin era l'agent infecciós i per tal de descobrir-ho es van fer una sèrie d'experiments. Es va utilitzar un extracte de cervell afectat i per poder descartar els diferents agents infecciosos possibles, es van aplicar enzims diversos i es va observar l'efecte que tenia sobre aquests.
Al principi es creia que l'agent infecciós era un àcid nucleic perquè fins a la data tots els agents infecciosos coneguts estaven associats a DNA o RNA. Per comprovar que aquesta hipòtesi era vertadera es va injectar DNAsa, enzim que trenca el DNA, i van veure que la malaltia tornava a aprèixer, la qual cosa significava que el DNA no era el responsable d'aquesta. Després, van fer el mateix però aplicant RNAsa, enzim que trenca el RNA, donant el mateix resultat que amb la DNasa. Per tant, es va concloure que l'agent infecciós no estava associat a cap àcid nucleic.
Continuant la investigació, es va fer un experiment amb fenol, agent químic emprat per extreure proteïnes, i es va observar que les proteïnes obtingudes amb fenol presentaven una activitat infectiva màxima. A partir d'aquí, és quan l'investigador Stanley Prusiner va trobar que l'agent infecciós consistia en una variant conformacional d'una proteïna de l'infectat, sent el descobriment dels prions.

### Epidèmies destacables
La epidèmia es va originar en el Regne Unit, entre finals de 1985 i l'inici de 1986. Fins a l'any 2002 s'han reportat aproximadament 200.000 casos, essent el Regne Unit el principal focus d'afectació, tot i que no l'únic. Amb menys freqüència, també s'han detectat casos a França, Itàlia, Espanya, Alemanya, etc. Tot i que la Unió Europea ha estat molt afectada, la EEB també ha arribat al Japó, Canadà, Estats Units i Israel.
Davant d'aquesta situació, la Unió Europea va catalogar els diferents països segons si hi havia major o menor risc d'aparició de EEB: nivell 1, gairebé impossible; nivell 2, improbable, però hi ha risc; nivell 3, probable però encara no s'ha detectat cap cas o bé hi ha molt pocs casos, i nivell 4, s'han registrat abundants casos de EEB.
A Espanya es registren casos des del 2001, en què se'n van detectar 81. Al 2003 va haver-hi un increment en el nombre de casos que va arribar fins als 156 a tot Espanya, però aquest ha estat el número més elevat. A partir de 2003 s'ha anat reduint les xifres progressivament fins a arribar a 2023 amb un sol cas.
Pel que fa a Catalunya, el primer cas documentat va ser al març del 2001, en el qual es van detectar 83 vaques i 34 vedelles infectades. Per tal de prevenir que més individus s'infectessin es van sacrificar fins a 158 animals. L'últim cas documentat a Catalunya va ser el juny del 2010, en el qual es van infectar 236 vaques i 266 vedelles però no hi ha constància de quants sacrificis es van dur a terme.

#### Evolució de la malaltia a Espanya en el període 2000-2021
A partir de l'aplicació del Programa Nacional per tal de realitzar una vigilància epidemiològica, s'han realitzat gairebé mig milió d'anàlisis a l'any als bovins de les diferents poblacions espanyoles. Aquest programa consisteix en realitzar successives revisions als bovins, causant un augment de l'esperança de vida d'aquests. Per aquesta raó, hi ha hagut una disminució del nombre de proves de EEB, concretament va ser a l'any 2014 on es va veure una reducció significativa d'aquestes proves. Com que es van monitoritzant constantment la salut dels bovins, no hi haurà la necessitat de realitzar proves de la malaltia posteriorment.
De la mateixa manera, pel que fa el nombre de diagnòstics, gràcies a l'aplicació de les mesures del Programa Nacional, també ha disminuît de manera considerable. Dels bovins diagnosticats, s'ha vist que aquests són d'edat avançada i que presenten variants atípiques, és a dir, aquella variant que es dona de manera espontània. Per tant, gràcies a l'execució d'aquestes mesures preventives, els casos d'EEB han disminuït mentre que l'edat mitjana dels casos detectats ha anat incrementant des que es va iniciar la vigilància. Això és una demostració de la gran eficàcia que han tingut aquestes mesures de control permetent que la mida poblacional bovina es mantingui pràcticament constant.

## Prions
Els prions (PrPsc) són proteïnes isoformes de les proteïnes natives PrPc. Aquestes últimes estan presents en limfòcits i neurones cerebrals de tots els animals i humans sans.

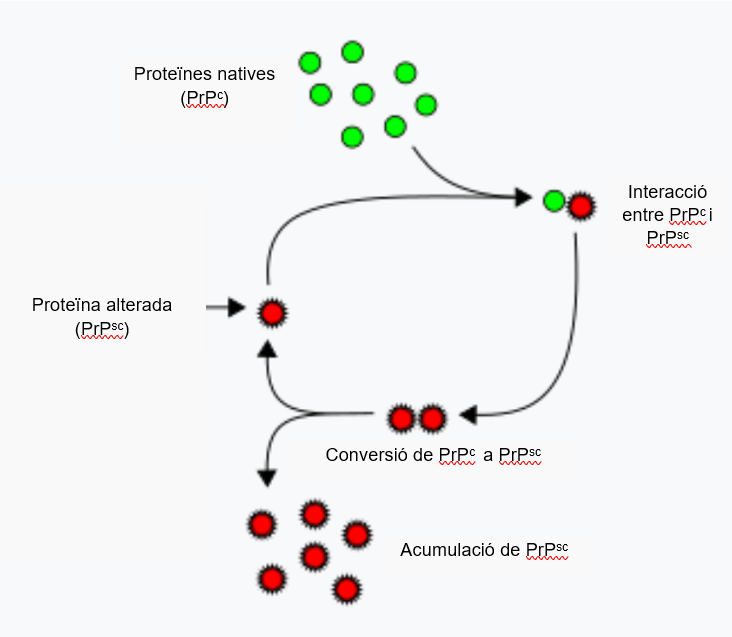
Propagació dels prions

Hi ha moltes conformacions diferents de les proteïnes priòniques i totes elles romanen actives davant processos que de normal inactivarien altres patògens. És a dir, les PrPsc són resistents a l'ebullició i radiacions, proteases, entre d'altres. Una mateixa proteïna pot adoptar diverses conformacions, i cadascuna d'aquestes comportaria una malaltia neurodegenerativa del sistema nerviós central. En altres paraules, un mateix prió pot plegar-se de maneres diferents i en funció de quina sigui la seva estructura secundària es desenvoluparà una malaltia o una altra.
Aquesta conformació alterada i patològica indueix un canvi de conformació en les proteïnes natives próximes que l'envolten, de manera que es va propagant al llarg del teixit com una reacció en cadena. Això suposa la pèrdua de neurones i també alteracions en cèl·lules del teixit nerviós, així com la formació de plaques amiloides. Com a resultat apareixerien malalties neurodegeneratives en diferents espècies, com l'encefalopatia espongiforme bovina (EEB) que afecta a les vaques o la Scrapie en ovelles i cabres. També s'ha detectat en humans el kuru i Creutzfeldt-Jakob (CDJ).

### Diferència estructural entre PrPci PrPsc

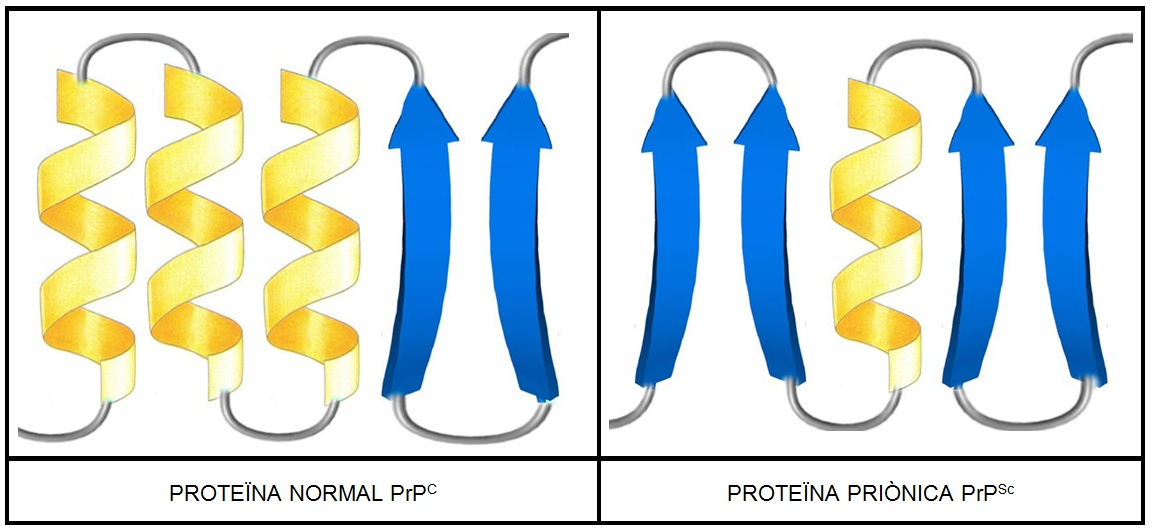
Comparació de l'estructura secundària de PrP^{sc} i PrP^{c}

La principal diferència entre la proteïna nativa PrPc i la patològica PrPsc és la conformació (plegament/estructura secundària). A continuació veurem les diferències.
Genèticament, la PrP nativa està localitzada en el gen PRNP del cromosoma 20. Aquest està compost per dos exons i al ser transcrits i traduïts codifiquen una glicoproteïna de 253 aminoàcids, la qual s'uneix principalment a les cèl·lules neuronals, tot i que també es pot trobar en pulmons, cor, pàncrees i en leucòcits. Es desconeix la funció que duu a terme. Ara bé, es creu que està relacionada amb el procés sinàptic ja que és on hi ha la major concentració d'aquestes proteïnes.
La proteïna PrPc nativa està conformada principalment per regions hèlix alfa que representen el 42 per cent, i un 3 per cent serien lamines-β. En canvi, en la seva forma alterada PrPsc hi predominen les làmina-β que constitueixen el 43 per cent i un 30 per cent serien hèlix alfa. És a dir, algunes de les regions hèlix alfa que originalment eren en la forma nativa s'han transformat en beta-lamina. Aquestes beta-làmina indueixen la unió amb beta-làmina de proteïnes priòniques adjacents, de manera que es formen agregats amiloids. Determinar l'estructura de la conformació alterada ha estat tot un repte degut que l'augment del percentatge de làmines-beta incrementa la seva hidrofobicitat, fent-la insoluble i complicant el seu estudi. El que sí se sap és que aquesta transformació de PrPc a PrPsc es dona de manera posttraduccional ja sigui quan està ancorada a la membrana cel·lular o durant el transport vesicular.

### Funció de la PrPc
Es creu que la proteïna PrPc pot tenir diverses funcions segons la seva localització. Algunes en serien:
- Transmissió sinàptica: se li atribueix la participació en la transmissió sinàptica degut a que trobem elevades concentracions de la proteïna tant en les membranes com en les vesícules presinàptiques. També s'ha relacionat amb l'emmagatzematge de senyals neuronals ja que quan aquesta és eliminada el procés es veu afectat.[16]
- Unió al coure: s'ha observat que la PrPc s'uneix de manera altament específica al coure. La PrPc contindria una regió altament conservada en l'extrem N-terminal, on se li unirien quatre molècules de coure amb elevada afinitat. D'aquesta manera la proteïna actuaria com a transportador de coure en la sinàpsis neuronal, cedint aquest coure a altres molècules transportadores.[16]
- Funció neuroprotectora: degut a la localització de la proteïna es pensa que podria tenir funcions de senyalització, entre elles senyals de supervivència cel·lular amb l'ajuda d'altres proteïnes amb les quals interacciona.[16]

## Desenvolupament de la malaltia
La malaltia comença amb la ingesta de l'aliment contaminat per prions. Aquest entra per l'aparell digestiu i els prions van a parar les plaques de peyer, on s'acumularan. Els prions poden viatjar a través de la linfa fins al sistema nerviós perifèric. A través del pèriferic pot arribar al sistema nerviòs central. Una vegada al cervell s'acumularan formant plaques amilodes.
Els prions també poden viatjar a través de la linfa cap als nòduls limfàtics. En aquests trobem, entre d'altres cèl·lules, les cèl·lules dendrítiques. Quan una cèl·lula dendrítica es topa amb una proteïna priònica PrPsc la fagocita de tal manera que les internalitzarà i quedaran dins seu en l'interior de vesícules, les quals després es fusionaran amb els lisosomes per eliminar els prions que han estat fagocitats. Ara bé, els prions són capaços d'evair aquest procés de fusió i romandran intactes dins la cèl·lula dendrítica.

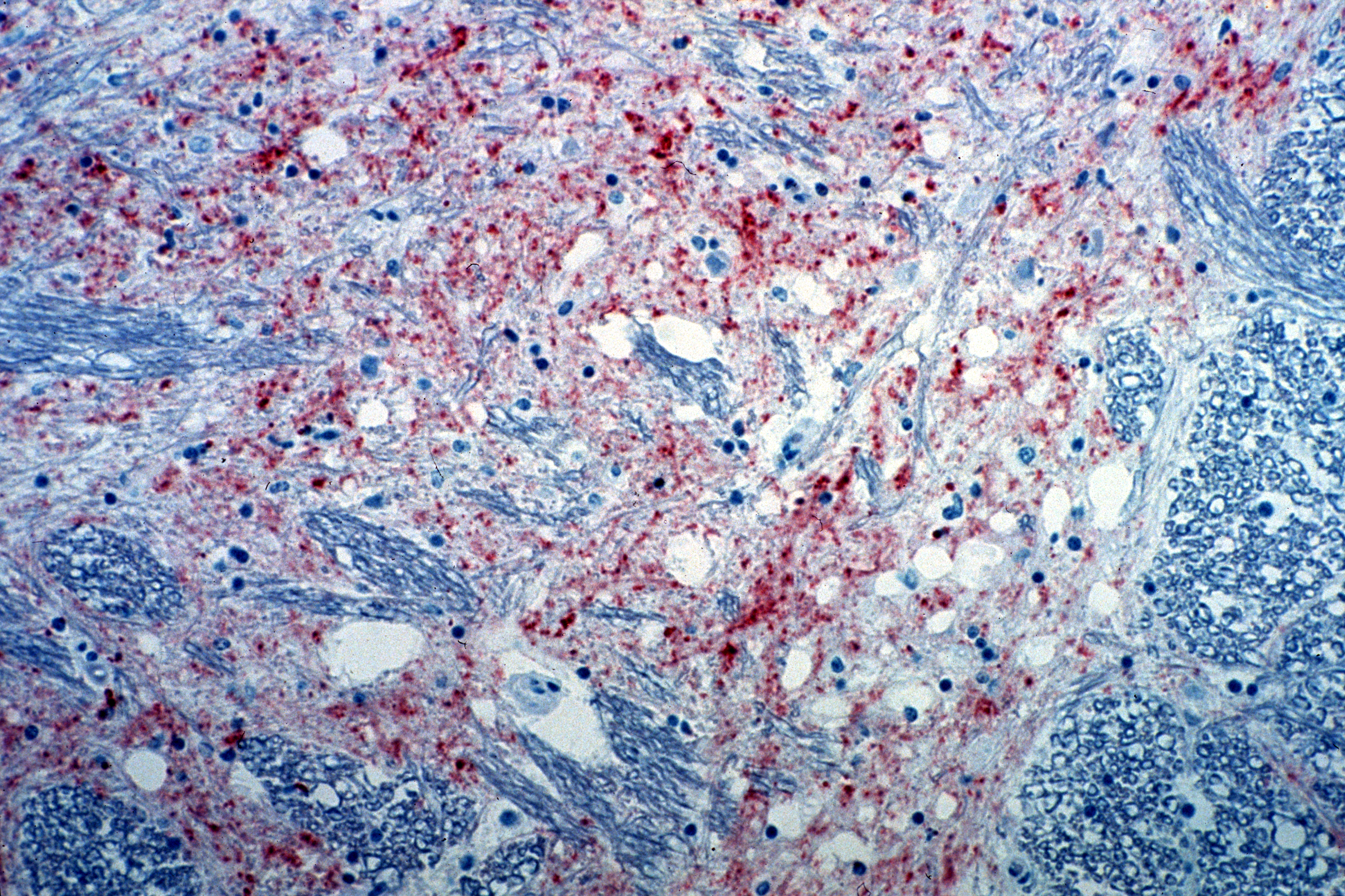
Teixit afectat per la malaltia espongiforme bovina observat al microscopi

Les cèl·lules dendrítiques doncs, intentaran eliminar els prions marcant-los amb ubiquitina. Aquest senyal serà un indicador, de tal manera que seran emportades al proteosoma, l'encarregat de degradar proteïnes mal plegades. Però la conformació alterada dels prions és resistent a la proteasa i, per tant, tampoc serà degradat per aquest mecanisme.
Finalment, els prions hauran escapat de la vesícula i del proteosoma aconseguint quedar lliures per dins del citoplasma de la cèl·lula dendrítica, de manera que interaccionaran amb proteïnes priòniques sanes, induint un canvi conformacional en aquestes i transformant-les en prions patogènics.
Seguidament, aquestes cèl·lules dendrítiques viatjaran a través dels vasos limfàtics i creuaran la barrera hematoencefàlica, per tant, els prions també aconseguiran creuar la barrera ja que es troben “amagats” a l'interior de la cèl·lula dendrítica.
Un cop dins del cervell els prions podran entrar en contacte amb les neurones i acabaran destruint-les, ja que en aquestes trobem proteïnes priòniques natives que s'acabaran transformant en alterades.
En el cervell hi ha unes cèl·lules anomenades microglia que tenen la funció de controlar que l'entorn sigui estable, però quan es troben amb les proteïnes priòniques alterades fan un canvi de morfologia per activar-se i produeixen citocines neurotòxiques (TNF-alfa, IL-beta i IL-6) que inicien la inflamació en el cervell.
Una vegada els prions han viatjat per tot l'organisme la seva concentració és molt elevada en el cervell, la medul·la espinal i els nòduls limfàtics.
El resultat de la malaltia serien neurones i altres cèl·lules de la microglia no funcionals degut a l'aparició de vacúols al seu interior. També es formarien plaques amiloids, els astròcits proliferen i s'hipertrofien. Tot això acaba sent letal per a l'individu i comporta grans pèrdues en l'economia.

## Transmissió
Hi ha dues formes de la malaltia espongiforma bovina: la forma clàssica i la forma atípica. En la forma clàssica, l'animal s'infecta després de la ingesta de pinsos contaminats. Aquests pinsos estan fabricats amb farines de carn i d'ossos que provenen dels cadàvers i restes de bovins infectats. En la forma atípica, la malaltia no es transmet entre els animals, sinó que sorgeix de forma espontània. Aquesta forma de la malaltia té una taxa molt baixa de casos i s'ha confirmat en bestiar d'edat avançada. A més, també es pot donar el cas de l'aparició d'EEB per herència del progenitor a la seva cria, és a dir, transmissió vertical. S'han reportat pocs casos coneguts.

### Zoonosis
La zoonosi consisteix en una malaltia que es transmet d'animals a humans. Un exemple podria ser la ràbia o la Pesta Negra, dues malalties potencialment conegudes pel gran impacte que han tingut. Cal destacar que no es considera zoonosi quan l'animal no està malalt ni afectat, com podria ser per exemple d'una mossegada o quan actua com a vector de patògens humans.
La zoonosi té molta importància en l'àmbit sanitari, amb un grau de gravetat que varia segons l'agent causant. Algunes poden ser mortals, com la ràbia; greus, com la tuberculosi, o generalment benignes, com la febre aftosa.
A partir de la variació de la freqüència i gravetat en els humans es poden classificar en majors (les més freqüents i més greus), menors (poc comuns i benignes) i excepcionals (benignes o poc greus).
La malaltia es pot transmetre de manera directa o indirecta. La transmissió directa necessita un contacte estret entre l'animal malalt i l'humà, mentre que la transmissió indirecta requereix l'ús de vectors, és a dir, no cal que s'entri en contacte amb l'animal afectat perquè es doni la transmissió. Aquests vectors podrien ser productes d'origen animal que entren en l'espècie humana a través de l'alimentació, com seria el cas de la zoonosi que produeix la encefalopatia espongiforme bovina. De fet, a la Gran Bretanya es va detectar una nova variant de la malaltia humana Creutzenfeldt-Jakob i es creu que la seva aparició també va ser deguda a la ingesta de teixits bovins infectats.

## Signes i símptomes
Quan un animal està infectat per un prió pot mostrar signes com ara canvis en el comportament, nerviosisime, desconfiança o mal humor. L'animal també pot presentar moviments anormals com ara postures estranyes o dificultats a l'hora de caminar causades pel trontolleig i atàxia. També pot mostrar canvis en les sensacions com ara hipersensibilitat al so, al tacte o la llum. També s'hi ha descrit pèrdua de massa corporal i menor producció de llet. Tot i que no hi ha lesions macroscòpiques relacionades amb la malaltia, a vegades pels canvis en la locomoció, el comportament i les sensacions, poden causar lesions cutànies i contusions.
En la dissecció cerebral dels animals que moren a causa d'aquesta malaltia es poden observar: alteracions en la matèria gris amb estructures espongiformes, pèrdua del nombre de cèl·lules neuronals, proliferació de la micròglia i els astròcits i acumulació de la proteïna priònica (Prpsc) que forma agregats anomenats amiloides. S'ha observat que la majoria de bovins infectats presenten aquests signes i símptomes, però no sempre és així, hi ha vegades que la malaltia cursa asimptomàtica i es diagnostica amb una examinació postmortem.

## Diagnòstic
El diagnòstic de la malaltia es fa analitzant el teixit del cervell de les vaques que han mort observant si hi ha acumulacions de prions. És difícil diagnosticar el bestiar en les etapes inicials de la malaltia quan no hi ha molta proteïna priònica degut que la concentració d'aquestes proteïnes priòniques augmenta amb el temps d'incubació. Per tant, només es pot fer un diagnòstic definitiu quan el bestiar ha mort.
Hi ha diferents tècniques postmortem:
| Exàmens de diagnòstic                     | Exàmens de diagnòstic |
| ----------------------------------------- | --- |
| Rapid-acting high-throughput immunoassays | Es basen en la detecció de la proteïna amb conformació alterada segons les seves característiques bioquímiques com són la resistència a la degradació per proteases o la capacitat d'agregació. |
| Anàlisi histològic                        | Es pot observar a simple vista la vacuolització del teixit i les acumulacions de les proteïnes priòniques. |
| Anàlisi inmunohistoquímic                 | Una tèncica sensible que utilitza un anticòs específic contra la proteïna priònica per observar la seva acumulació al cervell a través d'un microscopi. |
| Western blot                              | Permet la detecció de la proteïna priònica en extractes de teixits infectats. Es fa una desnaturalització del teixit i de les proteïnes PrP amb proteasa K. Després es fan córrer per un gel de poliacrilamida. Seguidament amb una electroforesi es passa les proteïnes desnaturalitzades a una membrana i es detecten amb un anticòs associat a un enzim. |

No hi ha cap tractament per a la encefalopatia espongiforme bovina, l'única solució coneguda és sacrificar els animals amb sospita d'estar malalts.

## Prevenció
Les principals mesures que s'apliquen a l'hora de prevenir la malaltia es basen en la prohibició de la ingesta de pinsos fabricats a partir de proteïna animal de remugants infectats i del consum de carn provinent de bovins menors de 24 mesos d'edat, és a dir, aquells que tinguin menys de dos anys. Això és perquè abans d'aquest període d'edat no se solen apreciar signes de la malaltia. Aquesta prohibició ens permet evitar que aquesta carn contaminada entri a la cadena alimentària.
Una altra acció de prevenció seria l'eliminació de tot aquell material específic de risc que prové del bestiar infectat, per tal d'evitar que entri dins la cadena alimentària. Es considera material específic de risc l'encèfal, els ulls, les amígdales, la medul·la espinal de tots els bovins de més de 12 mesos i els budells dels bovins de qualsevol edat. En el cas que aquesta acció sigui insuficient i hi hagin possibles bovins malalts aquests s'han de sacrificar.
També s'ha de vigilar que la importació del bestiar provingui de països on no hi hagi malaltia i que el bestiar no presenti cap símptoma compatible amb la malaltia. També s'ha de vigilar el manteniment d'una una bona seguretat alimentària per garantir que l'aliment no causa cap dany al consumidor.
Per acabar, hi ha la necessitat de trobar noves tècniques que ens permetin diagnosticar el bestiar quan està viu, així com d'aconseguir la modificació dels processos de la indústria bovina per tal d'evitar la persistència de prions. Per fer-ho el que es fa és evitar l'ús de solvents orgànics per l'extracció de greixos i també es pot modificar paràmetres com la temperatura i la pressió del processat de la carn.

## Factors de risc
El principal factor de risc que provoca la malaltia de l'encefalopatia espongiforme bovina és tenir una mala higiene alimentària, fent que tingui lloc la contaminació dels pinsos i conseqüentment la transmissió. Cal destacar que també hi ha una variable genètica, ja que s'ha comprovat que aquells vedells que han nascut de vaques infectades presenten un major risc de contagiar-se per EEB. Tot i així aquest factor genètic no influeix de la mateixa manera.